# Diệp Vấn tông sư
Diệp Vấn tông sư (tiếng Trung: 叶问宗师, tựa tiếng Anh: Ip Man: Kung Fu Master), còn có tựa Việt là Diệp Vấn: Bậc thầy võ thuật, là một bộ phim võ thuật do Trung Quốc sản xuất năm 2019, do Lý Lập Minh đồng biên kịch và đạo diễn, với sự tham gia của diễn viên Đỗ Vũ Hàng trong vai Diệp Vấn. Đây là vai diễn Diệp Vấn thứ ba của diễn viên họ Đỗ, sau The Legend Is Born: Ip Man (2010) và Kung Fu League (2018).

## Tóm tắt nội dung
Bộ phim mô tả thời trẻ của Diệp Vấn khi ông làm cảnh sát ở Quảng Châu trước năm 1949. Là một cảnh sát trẻ chính trực, nhưng vì bị kẻ xấu hãm hại, vướng vào một giết người của Tam gia Bang Đầu búa, mà phải rời bỏ ngành cảnh sát. Ngay sau đó, một hiệp khách áo đen xuất hiện, hành hiệp trượng nghĩa. Bấy giờ, quân Nhật đang chuẩn bị xâm lược Quảng Châu, các thương điếm hỗn chiến, quân Nhật nhân cơ hội tàn hại dân chúng. Người Nhật không chỉ bí mật sai phòng thương điếm bán thuốc phiện mà còn thông đồng với các quan viên tham nhũng. Giữa thời cuộc nhiễu loạn, Diệp Vấn phải làm gì để không chỉ bảo vệ vợ con mà còn bảo vệ công lý mà anh tôn thờ?
Không giống như các bộ phim về Diệp Vấn khác, tất cả các đoạn trong phim thoại đều bằng tiếng Quan Thoại, dù Diệp Vấn là người Quảng Đông và bộ phim được lấy bối cảnh ở Phật Sơn, vốn dùng tiếng Quảng Đông làm ngôn ngữ chính. Điều này gây ra rất nhiều chỉ trích về tính xác thực của nội dung phim.

## Diễn viên
- Đỗ Vũ Hàng vai Diệp Vấn
- Uyển Lập Nhược Tâm vai Qingchuan
- Tong Xiaohu
- Nhạc Đông Phong
- Thường Thẩm Nguyên trong vai Trương Vĩnh Thành
- Zhao Xiaoguang
- Ren Yu
- Michael Wong

## Phát hành
Diệpp Vấn tông sư được phát hành độc quyền tại Trung Quốc thông qua dịch vụ lưu trữ video Youku vào ngày 23 tháng 12 năm 2019. Phim được phát hành giới hạn tại Hoa Kỳ vào ngày 11 tháng 12 năm 2020.